# John Linnell
Pour les articles homonymes, voir Linnell.
John Linnell est un chanteur, accordéoniste et pianiste américain né le 12 juin 1959 à New York. En 1982, il forme They Might Be Giants avec son ami John Flansburgh.

## Filmographie
- 1999 : Direct from Brooklyn (vidéo)
- 1996 : The Daily Show (série TV)
- 1999 : Brave New World (série TV)
- 2001 : Haiku Tunnel
- 2002 : Peter Pan dans Retour au pays imaginaire (Return to Never Land)
- 2002 : Gigantic (A Tale of Two Johns)

### Discographie
- They Might Be Giants (1986)
- Lincoln (1988)
- Flood (1990)
- Apollo 18 (1992)
- John Henry (1994)
- Factory Showroom (1996)
- Long Tall Weekend (1999)
- Mink Car (2001)
- No! (2002)
- The Spine (2004)
- Here Come the ABCs (2005)
- The Else (2007)
- Here Come the 123s (2008)
- Here Comes Science (2009)
- Join Us (2011)
- Nanobots (2013): il joue de la clarinette contralto sur cet album.
- Glean (2015)
- Why? (2015)
- Phone Power (2016)
- I Like Fun (2018)
- My Murdered Remains (2018)
- The Escape Team (2018)